# Taylor County, Kentucky
Taylor County är ett administrativt område i delstaten Kentucky, USA. År 2010 hade countyt 24 512 invånare. Den administrativa huvudorten (county seat) är Campbellsville. 

## Geografi
Enligt United States Census Bureau har countyt en total area på 718 km². 699 km² av den arean är land och 19 km² är vatten. 

### Angränsande countyn
- Marion County - norr
- Casey County - öst
- Adair County - sydost
- Green County - söder och väster
- LaRue County - nordväst